# آنتامبولو
آنتامبولو (به لاتین: Antambolo) یک منطقهٔ مسکونی در ماداگاسکار است که در آریوونیمامو واقع شده‌است. آنتامبولو ۴٬۰۰۰ نفر جمعیت دارد و ۱٬۲۶۱ متر بالاتر از سطح دریا واقع شده‌است.